# Tindersticks
Tindersticks é uma banda de Nottingham, Inglaterra, criada em 1992, comandada pela característica voz de Stuart Staples. As suas músicas são um misto de melancolia, beleza e delicadeza. A digressão mundial 2010 de apresentação ao novo disco passou em terras lusas por locais como Guarda, Sintra, Estarreja e Caldas da Rainha.

## Membros
- Stuart Ashton Staples - voz, guitarra
- Neil Timothy Fraser - guitarra, vibrafone
- David Leonard Boulter - teclados, percussão

## Discografia

### Álbuns
- Tindersticks - (1993)
- Tindersticks - (1995)
- Curtains - (1997)
- Simple Pleasure - (1999)
- Can Our Love... - (2001)
- Waiting for the Moon - (2003)
- The Hungry Saw - (2008)
- Falling Down a Mountain - (2010)
- The Something Rain - (2012)
- Tindersticks - Across Six Leap Years (2013)
- The Waiting Room (2016)

## Ao vivo
Sendo uma banda de culto em Portugal, passaram inúmeras vezes nos palcos portugueses para concertos ao vivo, como:
- 1995 Aula Magna em Lisboa
- 1996 e 1999 - Festival de Vilar de Mouros
- 1997,1999,2010 Coliseu do Porto
- 1998 Festival Paredes de Coura
- 2008 - Festival Sudoeste
- 2009 - Teatro Micaelense, 12 de Fevereiro; Coliseu dos Recreios, 13 de Fevereiro; Casa da Música, 14 de Fevereiro.[1]
- 2010 - Cine Teatro de Estarreja - 2 de Fevereiro; Centro Cultural e de Congressos das Caldas da Rainha - 3 de Fevereiro; Centro Cultural Vila Flor, Guimarães - 4 de Fevereiro
- 2011 - Festival Marés Vivas, 16 de Julho
- 2012 - Festival Para Gente Sentada
- 2013 - Coliseu dos Recreios, em Lisboa, 02 de Novembro
- 2016 - Festival Curtas Vila do Conde, 13 de Julho
- 2016 - Festival de Vilar de Mouros, Agosto
- 2016 - Teatro Tivoli BBVA, Lisboa, 26 de Outubro
- 2016 - Casa da Música, Porto, 29 de Outubro